# 秋田营养短期大学
秋田营养短期大学（日语：／ Akita Eiyō Tanki Daigaku *）是一所位于日本秋田县秋田市的私立短期大学。原秋田短期大学（日语：／ Akita Tanki Daigaku *）。

## 概要

### 简介
- 短期大学为于1953年开办[1][2]、由学校法人北亚细亚大学经营。为男女同校。

### 历史
- 1953年 秋田短期大学成立并同时设置一个学科即商经科有两个专攻、以下列举[2]。
  - 第一部[注 1]
  - 第二部[注 2][3]
- 1954年 家政科成立（改名为生活文化学科于1989年）[2]。
- 1983年 校园迁址至秋田市下北手樱[2]
- 1990年 生活文化学科分离为两个专攻、以下列举[2]。
  - 生活文化专攻[注 3]
  - 食物营养专攻[注 4]
- 2005年 改校名为秋田营养短期大学[2]。

## 学校环境
- 校区：在秋田县秋田市

## 历任校长
- 小泉健：现在短期大学校长[4]

## 组织

### 学科
- 食物营养学科

### 前学科
| - 商经科 - 第一部 - 第二部 - 生活文化学科 - 生活设计专攻 - 食物营养专攻 |

### 专科
| - 没有 |

### 业余课程
| - 没有 |

### 附属学校
- 前秋田短期大学附属幼儿园幼儿园
- 前秋田短期大学附属高等学校

## 相关链接
- 日本短期大学列表
- 秋田桂城短期大学：已停办